# United Motors Industries
United Motors Industries war ein französischer Hersteller von Automobilen.

## Unternehmensgeschichte
Das Unternehmen aus Paris begann 1899 mit der Produktion von Automobilen. Der Markenname lautete Empress. Absatzmarkt war England. 1901 endete die Produktion.

## Fahrzeuge
Im ersten Modell sorgte ein Einbaumotor von De Dion-Bouton mit 2,25 PS Leistung für den Antrieb. Der Motor war unter dem Sitz montiert und trieb die Hinterachse an. Das Getriebe von Didier verfügte über zwei Gänge. Die Karosserie bot Platz für zwei Personen. Die Montage eines Zusatzsitzes für ein bis zwei Kinder war möglich.
1901 erschien ein moderneres Modell. Ein Motor von De Dion-Bouton mit 4,5 PS Leistung war vorne im Fahrzeug montiert und trieb über eine Kardanwelle die Hinterachse an. Die Tonneau-Karosserie bot Platz für vier Personen.